# Falcon's Fury

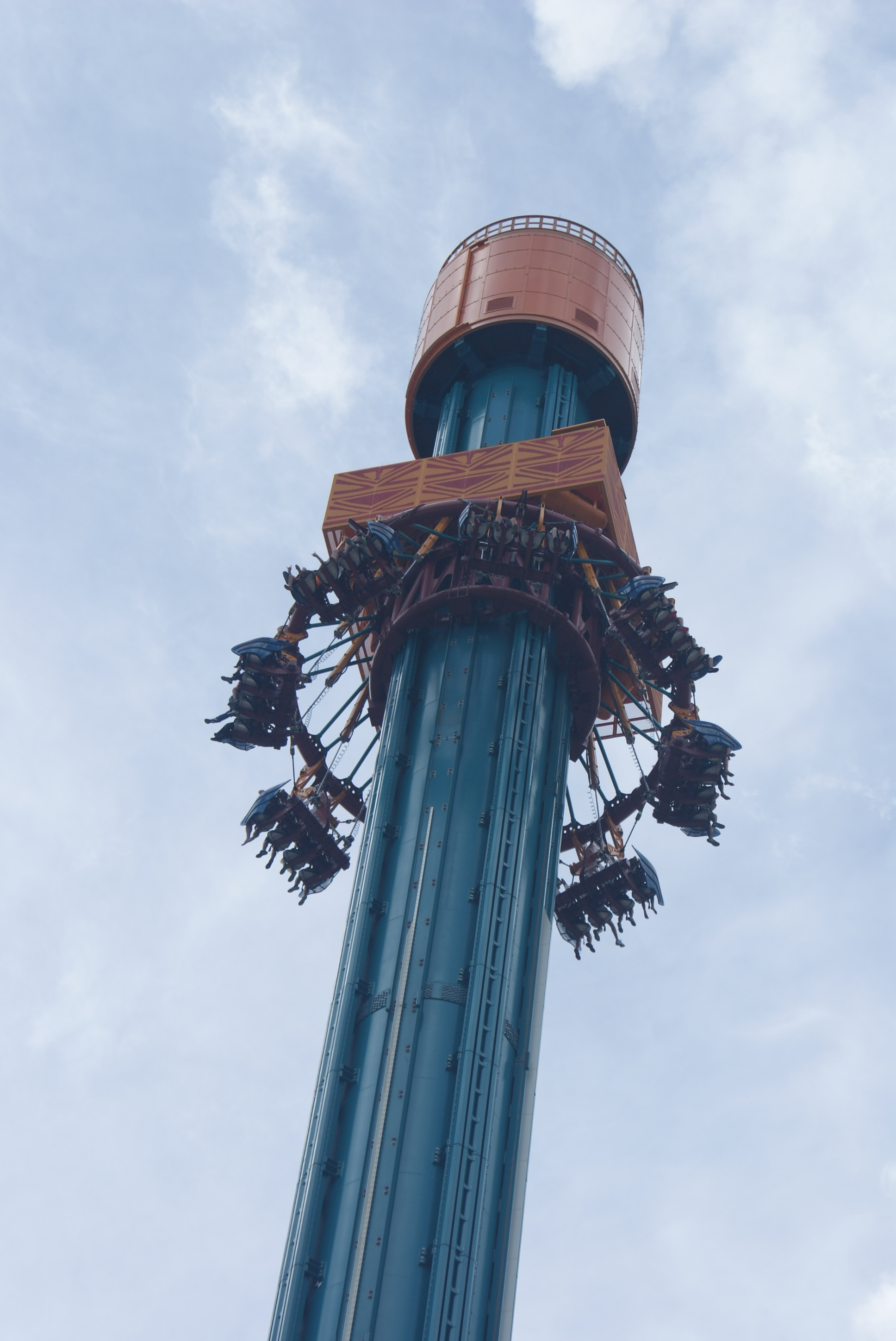
Fotografía de la atracción en 2014.

Falcon's Fury es una torre de caída ubicada en el parque de diversiones Busch Gardens Tampa, en Tampa, Florida, Estados Unidos. Construida por Intaride, subsidiaria de la compañía suiza Intamin AG, se trata de la torre de caída  más alta de América del Norte con una altura máxima de 102 m. Las personas que se suben a esta atracción son capaces de experimentar casi cinco segundos de caída libre a una velocidad de 100 km/h. Su nombre (en español: «Furia del halcón») hace referencia a la habilidad del halcón para caer en picada de manera abrupta y a una considerable velocidad para capturar a una presa.
Los planes originales eran que la estructura estuviera lista para su inauguración en 2013, sin embargo su construcción se retrasó por un año. Aunque luego se confirmó su apertura al público el 1 de mayo de 2014, nuevamente sufrió retrasos debido a ciertos aspectos técnicos. Tras una pre-inauguración a mediados de agosto de 2014, Falcon's Fury fue inaugurada de forma oficial el 2 de septiembre de 2014. Las reacciones a la torre han sido positivas, siendo la altura y la experiencia de la caída libre los aspectos más elogiados.